# Рутто, Эванс
Эванс Рутто — кенийский легкоатлет, бегун на длинные дистанции.
Занял 5-е место на чемпионате мира по кроссу 1999 года. В 2001 году финишировал на 6-м месте на чемпионате мира по полумарафону с результатом 1:00.43.

## Достижения
- 2003:  Чикагский марафон — 2:05.50
- 2004:  Лондонский марафон — 2:06.20[2]
- 2004:  Чикагский марафон — 2:06.16
- 2005: 10-e на Лондонском марафоне — 2:12.49
- 2005: 4-e на Чикагском марафоне — 2:07.30
- 2006: 10-e на Лондонском марафоне — 2:09.35
- 2010: 5-e на Гётеборгском полумарафоне — 1:02.52